# Wilson Kamavuaka
Wilson Kamavuaka, né le 29 mars 1990 à Düren en Allemagne, est un footballeur international congolais (RDC) évoluant au poste de défenseur central à l'UT Pétange.

## Biographie

### Carrière en club
Né en Allemagne, à Düren en Rhénanie-du-Nord-Westphalie, Wilson commence le football dans le club local du Sportfreunde Düren de 1999 à 2007, année où il intègre les équipes de jeunes de l'Alemannia Aix-la-Chapelle. En 2009, il s'engage pour deux ans avec l'équipe réserve du TSG 1899 Hoffenheim.
Après deux saisons, son contrat n'est pas prolongé et Wilson s'engage avec la réserve du 1. FC Nuremberg, mais il intègre rapidement l'équipe première. Le 1er octobre 2011, il débute en professionnel en entrant lors des sept dernières minutes de jeu face au FSV Mayence 05 (3-3).
Il obtient sa première titularisation en Bundesliga lors de la 10e journée à Munich contre le Bayern, mais son équipe s'incline lourdement (0-4), Wilson jouant l'intégralité du match. En 2012, il est prêté en seconde division allemande au SSV Jahn Regensburg.

### Carrière internationale
Alors qu'il n'est pas encore professionnel et joue en amateur dans la réserve d'Hoffenheim, Wilson débute avec l'équipe nationale de la République démocratique du Congo le 22 mai 2010 à Innsbruck en Autriche, lors d'un match amical contre l'Arabie saoudite (0-2).